# 高山行重
高山 行重（たかやま ゆきしげ）は、戦国時代の武将。上野国の国衆・高山氏の当主。高山城主。

## 生涯

### 出自
高山氏は上野国緑野郡高山荘に拠った国衆で、同郡を本拠とした山内上杉氏に従っていた。行重は高山満重の子とされるが、実は関東管領・上杉顕定の実子であり、永正7年（1510年）に顕定が越後にて長森原の戦いで戦死した後に上野に逃れ、満重に預けられ高山氏の嫡子となったとする伝承がある。

### 事績
高山氏は主君・上杉憲政が没落すると後北条氏に従ったとみられるが、永禄3年（1560年）の長尾景虎（上杉謙信）の関東侵攻では上杉方に参陣し、白井長尾氏の同心とされたことが『関東幕注文』で確認できる。
その後行重は永禄10年（1567年）までには武田氏に従属し、同年8月7日付で『下之郷起請文』を単独で提出している。この際に高山衆として高山八郎三郎泰重・馬庭中務少輔家重・酒井中務少輔高重も連名で起請文を提出しており、また弟とされる高山定重は別個で単独提出し、行重とは別家として扱われていたとされる。
翌11年（1568年）の武田信玄の駿河侵攻に端を発し武田氏と後北条氏が戦争状態に入ると、信玄より後北条氏との国境に接する高山領内の知行地の借用を求められた。その後元亀元年（1570年）12月27日付で信玄より定重に借用受諾の感謝と替地宛行について伝えられている。
その後の動向は不明。子の重春・重茂は早世したため残った泰重が家督を継いだが、永禄12年（1569年）12月の三増峠の戦いで泰重が戦死したため、家督は孫で泰重の子である重正が継いだ。